# Vanessa Susanna
Vanessa Susanna est une joueuse de football internationale arubaise née le 29 juillet 1997 à Tilbourg (Pays-Bas), évoluant au poste d'attaquante.

## Palmarès
- Championne de Topklasse en 2015 avec le SV Saestum
- Championne de Belgique en 2019 avec le RSC Anderlecht